# Кошары (Лиманский район)
Кошары (укр. Кошари) — село, относится к Лиманскому району Одесской области Украины.
Население по переписи 2001 года составляло 161 человек. Почтовый индекс — 67555. Телефонный код — 4855. Занимает площадь 0,49 км². Код КОАТУУ — 5122785802.

## Местный совет
67555, Одесская обл., Лиманский р-н, с. Сычавка, ул. Цветаева, 1